# 映広
株式会社映広（えいこう、英名：EIKO）は、テレビ番組、映画、CMに関する映像編集・MAを行っていたポストプロダクションである。
社名は東映社長の大川博が映画の「映」と縁起の良い「広がる」という文字から名付けた。俳優の丹波哲郎が、この会社の名誉顧問を務めていたことがある。

## 沿革
一部、公式HPより抜粋
- 1970年2月 - 東京・練馬区東映東京撮影所内に有限会社映広音響として創立[1]。技術部門を独立させるという東映の方針により、東映生田スタジオの仕上げを請け負う会社として設立された[1]。初代社長は、東映東京撮影所録音部の岩田廣一。
- 1989年6月 - 株式会社映広に改組された。
- 1997年 - 紀尾井町に移転。同地に所在していたブリヂストンの研修センターを3億円掛けてポスプロスタジオに改装する。
- 2009年 - 岩田廣一の娘の「大谷美惠子」が社長に就任。岩田は会長に就任。同年、個人・団体・法人等の「自分史VP」の制作事業開始。
- 2016年 - 3月付けでポスプロ・撮影技術事業を終了。4月、本社を丸の内に移転し、VP制作事業のみ継続する。
- 2022年 - 全事業終了

## 会社概要

### 所在地
- スタジオ・撮影技術：東京都千代田区紀尾井町3-1

### 役員
- 代表取締役会長 : 岩田廣一
- 取締役社長 : 大谷美恵子
- 常勤取締役 : 山本逸美、新井英夫
- 監査役 : 奥田久仁夫

## 所属スタッフ
映像担当
- 堀口昌幸
- 西本利彦

録音担当
- 川田保
- 山内正秀
- 井家眞紀夫

効果担当
- 野口透（アニメサウンド所属）

オフライン編集担当
- 河原弘志
- 村井佐知

オンライン編集担当
- 星名隆志
- 植野敦年
- 山口彩
- 石川剛
- 宮下蔵
- 小林諒
- 大森和哉
- 福地寿樹

選曲／MA担当
- 山本逸美（取締役）
- 関谷行雄

MA担当
- 柞山京一
- 田中　俊
- 増田英己
- 森川章人
- 平林真樹
- 山田良平

### 元スタッフ
- 太田克己(録音技師・音響監督)
- 鈴木清司(音楽演出)
- 村田好次(選曲、現・佳夢音取締役顧問)
- 茶畑三男(選曲)
- 谷山謙二(選曲)
- 福川竜郎
- 奥本鉄也
- 豊村史義
- 三坂裕之（VE、現・アップサイド）
- 来栖和成（VTR編集、現・アップサイド）
- 井上千造（編集）
- 松竹利郎（編集、現・アップサイド）
- 蟇田忠雄（技術、現・アップサイド）

## 主な作品
（凡例）無：撮像/録音・編集を全て担当、※：編集のみ担当、☆：撮像/録音を担当。

### TV

#### 1970年代
テレビシリーズ
- 江戸川乱歩シリーズ 明智小五郎（東京12チャンネル，東映、1970年4月～9月　土曜20時）
- 仮面ライダー
- 刑事くん
- 好き! すき!! 魔女先生
- 超人バロム・1
- 変身忍者 嵐
- どっこい大作
- 仮面ライダーV3
- ロボット刑事
- アイフル大作戦
- イナズマン
- 仮面ライダーX
- イナズマンF
- バーディー大作戦（TBS，東映、1974年5月～1975年5月　土曜21時）
- 仮面ライダーアマゾン
- 仮面ライダーストロンガー
- 秘密戦隊ゴレンジャー（NETテレビ，東映，1975年4月～1977年3月　スーパー戦隊シリーズ）
- Gメン'75（TBS，東映、1975年5月～1982年4月　土曜21時）
- 新宿警察
- アクマイザー3
- 宇宙鉄人キョーダイン
- 超神ビビューン
- 大鉄人17
- ジャッカー電撃隊
- 森村誠一シリーズ 腐蝕の構造
- 透明ドリちゃん
- 森村誠一シリーズ 人間の証明
- 森村誠一シリーズII 野性の証明（毎日放送，東映、1979年1月期　土曜22時）
- サイボーグ009 ☆
- 高木彬光シリーズ 白昼の死角（毎日放送，東映、1979年8月～9月　土曜22時）
- 仮面ライダー (スカイライダー)
- 宇宙空母ブルーノア（アカデミー制作、読売テレビ、1979年10月～1980年3月 土曜19時）☆

特番・単発
- 江戸川乱歩怪奇劇場・白昼夢（東京12チャンネル，東映、1970年12月11日　金曜スペシャル）

#### 1980年代
テレビシリーズ
- 百獣王ゴライオン ☆
- 仮面ライダースーパー1
- 宇宙刑事ギャバン（テレビ朝日，東映，旭通信社、1982年3月〜1983年2月　メタルヒーローシリーズ）
- Gメン'82（TBS，近藤照男プロ、1982年10月〜1983年3月　日曜20時）
- 宇宙刑事シャリバン
- 銀河漂流バイファム ☆
- 宇宙刑事シャイダー
- 超力ロボ ガラット ☆
- 巨獣特捜ジャスピオン
- スーパーポリス
- 刑事物語'85（日本テレビ，ユニオン映画、1985年4月〜9月）
- 赤い秘密（TBS，東映、1985年7月〜9月　土曜21時）
- 時空戦士スピルバン
- セーラー服反逆同盟（日本テレビ，ユニオン映画、1986年10月〜1987年3月）
- ドリモグだァ!!
- 超人機メタルダー
- 仮面ライダーBLACK
- 世界忍者戦ジライヤ
- 仮面ライダーBLACK RX
- 機動刑事ジバン
- おしえてあげたい!（TBS，B.A.P、1989年4月〜5月）

特番・単発
- 特捜最前線（テレビ朝日，東映、1982年）
- 妻は告白する（TBS，近藤照男プロダクション、1983年4月23日　ザ・サスペンス）
- 10号誕生!仮面ライダー全員集合!!（毎日放送，東映、1984年1月3日）
- 松本清張スペシャル 夜光の階段（日本テレビ，松竹，霧企画、1986年4月1日　火曜サスペンス劇場）
- 新人類スチュワーデス二人旅（TBS，大映テレビ、1987年6月3日）

#### 1990年代
テレビシリーズ
- HOTEL【シリーズ1】（TBS，近藤照男プロダクション、1990年1月期）
- HOTEL【シリーズ2】（TBS，近藤照男プロダクション、1992年1月期）
- 新幹線物語'93夏（TBS，近藤照男プロダクション、1993年7月期）
- HOTEL【シリーズ3】（TBS，近藤照男プロダクション、1994年4月〜9月）
- 裏刑事-URADEKA-（朝日放送，松竹芸能、1992年4月期）
- HOTEL【シリーズ4】（TBS，近藤照男プロダクション、1995年4月〜9月）
- セーラー服と吸血鬼（日本テレビ，アズバーズ、1996年1月　しんドラ）
- 超光戦士シャンゼリオン（テレビ東京，東映，読売広告社、1996年4月〜12月）
- エコエコアザラク（円谷映像，ギャガ・コミュニケーションズ、1997年8月〜9月）
- HOTEL【シリーズ5】（TBS，近藤照男プロダクション、1998年4月期）
- 仮面天使ロゼッタ（円谷映像、1998年7月期）
- 燃えろ!!ロボコン（テレビ朝日）

特番・単発
- 結婚指輪（日本テレビ，磯田事務所、1990年6月12日　火曜サスペンス劇場）
- 上山温泉殺人行（テレビ東京，レオナ企画、1991年5月20日　月曜・女のサスペンス）
- 世にも奇妙な物語【第2期】「未来の思い出」「ボールペン」「みどり紙」（フジテレビ，東北新社、1991年11月7日）
- 誰かが聞いている（日本テレビ，IVSテレビ制作、1991年11月19日　火曜サスペンス劇場）
- 長い導火線（日本テレビ，ユニオン映画、1992年2月25日）
- 世にも奇妙な物語【第3期】「常識酒場」「いたれりつくせり」「精神力」（フジテレビ，ユニオン映画、1992年4月30日）
- ショウマストゴーオン〜幕を降ろすな〜（フジテレビ，C.A.L、1992年4月30日）
- たった一人（関西テレビ，ユニオン映画、1992年8月17日　不思議サスペンス）
- 世にも奇妙な物語【第3期】「トラブルカフェ」「人間国宝」「贈り物」（フジテレビ，ユニオン映画、1992年9月3日）
- 柴門ふみセレクション「少女以上・少年未満」（テレビ朝日，レオナ企画、1992年10月19日）
- 運命の銃口 東京〜金沢500キロ・愛と憎しみの旅路（朝日放送，松竹芸能、1992年11月21日　土曜ワイド劇場）
- 嘘（フジテレビ，CUC、1993年2月19日　金曜エンタテイメント）
- 夏樹静子劇場「誓約書開封」（テレビ東京，レオナ企画、1993年3月29日　月曜・女のサスペンス）
- フルムーン旅情ミステリー8「風の囁き」（日本テレビ，プロジェクト・エー、1993年8月3日　火曜サスペンス劇場）
- 女検事 霞夕子10「闇の演出」（日本テレビ，ユニオン映画、1993年8月17日　火曜サスペンス劇場）
- 香華（テレビ東京，松竹、1993年8月23日　日本名作ドラマ）
- 松本清張スペシャル Dの複合（フジテレビ，レオナ，霧企画、1993年9月10日　金曜エンタテイメント）
- 視線 証拠なし（関西テレビ，レオナ企画、1993年10月4日　特選!黒のサスペンス）
- 夢の余白（関西テレビ，レオナ企画、1993年10月18日　特選!黒のサスペンス）
- 九門法律相談所1「離婚」（日本テレビ，日本映像、1993年11月23日　火曜サスペンス劇場）
- 刑事・野呂盆六1「完全犯罪の女」（TBS，松竹、1993年12月13日　月曜ドラマスペシャル）
- 2度目のウェディング・ベル（関西テレビ，ユニオン映画、1994年1月31日　愛と疑惑のサスペンス）
- 九門法律相談所2「高価なツケ」（日本テレビ，日本映像、1994年8月23日　火曜サスペンス劇場）
- 歪んだ鏡（日本テレビ，IVSテレビ制作、1995年1月24日　火曜サスペンス劇場）
- 早乙女千春の添乗報告書「金沢湯けむりツアー殺人事件」（TBS，ホリプロ、1995年2月20日　月曜ドラマスペシャル）
- 松本清張スペシャル 微笑の儀式（日本テレビ，レオナ，霧企画、1995年3月7日　火曜サスペンス劇場）
- 父の日スペシャル 中島らもの変なお父さん（フジテレビ，MMJ、1995年6月16日　金曜エンタテイメント）
- 盗まれた情事（ABC朝日放送，松竹芸能、1995年7月1日　土曜ワイド劇場）
- 九門法律相談所3「失踪宣告」（日本テレビ，日本映像、1995年8月22日　火曜サスペンス劇場）
- 震える目 通勤快速電車衝動殺人事件（日本テレビ，ユニオン映画、1995年11月7日　火曜サスペンス劇場）
- 九門法律相談所4「目撃者」（日本テレビ，日本映像、1995年12月12日　火曜サスペンス劇場）
- 松本清張スペシャル 留守宅の事件（日本テレビ，松竹，霧企画、1996年1月9日　火曜サスペンス劇場）
- 早乙女千春の添乗報告書2「青森湯けむりツアー殺人事件」（TBS，ホリプロ、1996年1月15日　月曜ドラマスペシャル）
- 新宿ラブストーリー事件簿2「白い粉連続殺人」（朝日放送，東通企画、1996年1月20日　土曜ワイド劇場）
- 歪んだ果実（日本テレビ，ユニオン映画、1996年5月7日　火曜サスペンス劇場）
- 五つの顔の変装刑事!右京警部補事件ファイルE（TBS，近藤照男プロダクション、1996年5月20日　月曜ドラマスペシャル）
- 女の怪談（フジテレビ，レオナ企画、1996年8月2日　金曜エンタテイメント）
- 真夏のセレクション1「オーストラリア子づくり旅行殺人事件」（テレビ朝日，松竹、1996年8月3日　土曜ワイド劇場）
- ダイヤモンドの罠（テレビ朝日，松竹、1996年8月24日　土曜ワイド劇場）
- 早乙女千春の添乗報告書3「草津湯けむりツアー殺人事件」（TBS，ホリプロ、1996年9月23日　月曜ドラマスペシャル）
- 早乙女千春の添乗報告書4「伊豆湯けむりツアー殺人事件」（TBS，ホリプロ、1996年12月30日　月曜ドラマスペシャル）
- 松本清張スペシャル 恐喝者（日本テレビ，松竹，霧企画、1997年2月25日　火曜サスペンス劇場）
- 棟居刑事の情熱（テレビ朝日，東宝、1997年3月8日　土曜ワイド劇場）
- 森村誠一の終着駅シリーズ7「街」（テレビ朝日，東映、1997年3月22日　土曜ワイド劇場）
- 山村美紗サスペンス 赤い霊柩車7「双子の棺」（フジテレビ，大映テレビ、1997年4月11日　金曜エンタテイメント）
- 江戸ッ子探偵殺人案内（テレビ朝日，松竹、1997年6月14日　土曜ワイド劇場）
- 結婚させない女（フジテレビ，レオナ企画、1997年8月22日　金曜エンタテイメント）
- 大東京四谷怪談（テレビ朝日，日本映像、1997年8月30日　土曜ワイド劇場）
- 早乙女千春の添乗報告書5「萩・津和野湯けむりツアー殺人事件」（TBS，ホリプロ、1997年9月22日　月曜ドラマスペシャル）
- ナースな探偵（フジテレビ，ホリプロ、1997年10月31日　金曜エンタテイメント）※
- 松本清張スペシャル・黒い樹海（テレビ朝日，レオナ，霧企画、1997年11月29日　土曜ワイド劇場）
- 牟田刑事官事件ファイル24「阿波鳴門うず潮の殺意」（テレビ朝日，C.A.L、1998年1月24日　土曜ワイド劇場）
- 獣医・佐久間亜里「ペット誘拐殺人事件」（フジテレビ，梟雄舎、1998年2月13日　金曜エンタテイメント）
- 名探偵明智小五郎「陰獣」（テレビ朝日，松竹、1998年3月7日　土曜ワイド劇場）
- 早乙女千春の添乗報告書6「湯布院湯けむりツアー殺人事件」（TBS，ホリプロ、1998年4月6日　月曜ドラマスペシャル）
- 万引きGメン・二階堂雪1「万引きする女」（TBS，ユニオン映画、1998年4月27日　月曜ドラマスペシャル）
- 江戸川乱歩の十字路（朝日放送，東宝、1998年9月19日　土曜ワイド劇場）
- 年の差カップル刑事「お父さんは許しません」（フジテレビ，アズバーズ、1998年10月23日　金曜エンタテイメント）※
- 万引きGメン・二階堂雪2「出来心」（TBS，ユニオン映画、1998年11月16日　月曜ドラマスペシャル）
- 早乙女千春の添乗報告書7「函館湯けむりツアー殺人事件」（TBS，ホリプロ、1998年11月23日　月曜ドラマスペシャル）
- 早乙女千春の添乗報告書8「日光・鬼怒川湯けむりツアー殺人事件」（TBS，ホリプロ、1999年5月31日　月曜ドラマスペシャル）
- 万引きGメン・二階堂雪3「虚栄心」（TBS，ユニオン映画、1999年6月7日　月曜ドラマスペシャル）
- 万引きGメン・二階堂雪4「変身願望」（TBS，ユニオン映画、1999年11月22日　月曜ドラマスペシャル）

- 学校の怪談G（関西テレビ）
- 月曜ドラマスペシャル（TBS）
  - 演歌・唱太郎の人情事件日誌
  - ミステリー作家 江戸川蘭子の事件簿
  - 家庭欄記者・鍋嶋六郎が行く!!
  - 占い探偵 舞子・寛斎の開運事件簿
- 男と女のミステリー（フジテレビ）
  - 心中の構図 夫が私を殺そうとしている
- 金曜エンタテイメント（フジテレビ） 
  - 恐い女シリーズ
  - お局探偵亜希子とみどりの旅情事件帳シリーズ
  - 異常性格犯罪シリーズ
  - エステサロン白い肌殺人事件
- 税務調査官・窓際太郎の事件簿シリーズ ☆
- 警視庁三係・吉敷竹史シリーズ ☆
- 火曜サスペンス劇場
  - 当番弁護士シリーズ
  - 震える目
  - 歪んだ果実
  - 追跡シリーズ
  - 密告電話
  - 事件記者シリーズ
  - 妻たちの戦争
  - 臨床心理士シリーズ
- 水曜ミステリー9（テレビ東京・BSジャパン）
  - 不倫調査員・片山由美シリーズ
- 金曜プレステージ（フジテレビ）
  - 津軽海峡ミステリー航路シリーズ
- 土曜ワイド劇場（テレビ朝日・ABC）
  - 牟田刑事官事件ファイルシリーズ
  - 森村誠一の終着駅シリーズ
  - 牟田刑事官VS終着駅の牛尾刑事そして事件記者冴子
  - ぽっかや殺人事件カルテ

#### 2000年代
テレビシリーズ
- 天使が消えた街（日本テレビ、2000年4月期　水曜ドラマ）☆
- ウソコイ（関西テレビ，角川映画、2001年7月期）
- 金田一少年の事件簿（日本テレビ，オフィスクレッシェンド、2001年7月期　土曜ドラマ）☆
- JUDGE CAFE（BS-i，Joker、2001年1月〜6月）
- A side B（BS-i）
- Pな彼女（BS-i）
- The Apartment（BS-i，Joker、2002年1月期）
- ナースマン（日本テレビ，トータルメディアコミュニケーション，C.A.L、2002年1月期　土曜ドラマ）☆
- ごくせん【第1シリーズ】（日本テレビ，シネハウス、2002年4月期　水曜ドラマ）☆
- 東京庭付き一戸建て（日本テレビ、2002年7月期　水曜ドラマ）☆
- サイコドクター（日本テレビ，CUC、2002年10月期　水曜ドラマ）☆
- 最後の弁護人（日本テレビ，三城、2003年1月期　水曜ドラマ）☆
- 伝説のマダム（読売テレビ，AX-ON、2003年4月期）☆
- すいか（日本テレビ，トータルメディアコミュニケーション、2003年7月期　土曜ドラマ）☆
- 美少女戦士セーラームーン（中部日本放送，東映，電通，東映AG、2003年10月〜2004年9月）
- 超星神グランセイザー（テレビ東京，東宝，読売広告社、2003年10月〜2004年9月）
- 仔犬のワルツ（日本テレビ，三城、2004年4月期　土曜ドラマ）☆
- 愛情イッポン!（日本テレビ，THE WORKS、2004年7月期　土曜ドラマ）☆
- ごくせん【第2シリーズ】（日本テレビ，シネハウス、2005年1月期　土曜ドラマ）☆
- anego（日本テレビ，オフィスクレッシェンド、2005年4月期　水曜ドラマ）☆
- 神はサイコロを振らない（日本テレビ，オフィスクレッシェンド、2006年1月期　水曜ドラマ）☆
- 美味學院（テレビ東京、2007年4月期　ドラマ530・月曜）
- セクシーボイスアンドロボ（日本テレビ，トータルメディアコミュニケーション、2007年4月期　火曜ドラマ）☆
- ティッシュ。（テレビ朝日）
- サンシャイン デイズ（テレビ神奈川）
- 女子アナ一直線!（テレビ東京、2007年7月期　ドラマ530・月曜）
- おじいさん先生（日本テレビ、2007年7月期　土曜深夜）
- 死化粧師 エンバーマー 間宮心十郎（テレビ東京）
- ハリ系（日本テレビ）
- 風魔の小次郎（「風魔の小次郎」製作委員会）
- 正しい王子のつくり方（テレビ東京，DHE、2008年1月期　ドラマ530・火曜）
- 1ポンドの福音（日本テレビ）☆
- 東京ゴースト・トリップ（「東京ゴースト・トリップ」製作委員会、2008年4月期）
- ケータイ捜査官7（テレビ東京，OLM、2008年4月〜2009年3月）
- ごくせん【第3シリーズ】（日本テレビ，AX-ON、2008年4月期　土曜ドラマ）☆
- ここはグリーン・ウッド 〜青春男子寮日誌〜（「ここはグリーン・ウッド」製作委員会、2008年7月期）
- 夢をかなえるゾウ（読売テレビ，ケイファクトリー、2008年10月期　木曜ナイトドラマ）
- オー!マイ・ガール!!（日本テレビ，AVEC、2008年10月期　火曜ドラマ）
- the波乗りレストラン（日本テレビ，アミューズ，トータルメディアコミュニケーション、2008年11月）
- 超人ウタダ（WOWOW，The icon、2009年1月期　ミッドナイト☆ドラマ）
- LOVE GAME（読売テレビ，ファインエンターテイメント、2009年4月〜7月　木曜ナイトドラマ）☆
- 俺たちは天使だ! NO ANGEL NO LUCK（テレビ東京，東宝，バンダイビジュアル、2009年7月期　水曜深夜）

特番・単発
- 告別
- 早乙女千春の添乗報告書9「箱根・湯けむりツアー殺人事件」（TBS，ホリプロ、2000年1月10日　月曜ドラマスペシャル）
- カードGメン・小早川茜1「借金地獄」（TBS，ユニオン映画、2000年3月20日　月曜ドラマスペシャル）
- 牟田刑事官事件ファイル28「横浜〜南紀勝浦連続殺人!」（テレビ朝日，C.A.L、2000年4月22日　土曜ワイド劇場）
- 万引きGメン・二階堂雪5「嫉妬」（TBS，ユニオン映画、2000年7月24日　月曜ドラマスペシャル）
- 早乙女千春の添乗報告書10「山梨湯けむりツアー殺人事件」（TBS，ホリプロ、2000年10月16日　月曜ドラマスペシャル）
- 刑事（日本テレビ，東京映画新社、2000年12月8日　金曜ロードショー）☆
- 森村誠一サスペンス・人間の証明2001（テレビ東京，BSジャパン，角川映画）、2001年1月10日　女と愛とミステリー）
- 西村京太郎サスペンス・四つの終止符（テレビ東京，BSジャパン，ユニオン映画、2001年1月17日　女と愛とミステリー）
- カードGメン・小早川茜2「消せない過去」（TBS，ユニオン映画、2001年1月22日　月曜ドラマスペシャル）
- 不倫調査員・片山由美1「京都・奉納まつり殺人事件」（テレビ東京，BSジャパン，レオナ企画、2001年1月24日　女と愛とミステリー）
- 牟田刑事官事件ファイル29「横浜〜釧路湿原 マリモが知る三重殺人の謎…」（テレビ朝日，C.A.L、2001年2月24日　土曜ワイド劇場）
- 夏樹静子サスペンス・目撃-ある愛のはじまり（テレビ東京，BSジャパン，東宝、2001年2月28日　女と愛とミステリー）
- 夏樹静子サスペンス・最後に愛を見たのは（テレビ東京，BSジャパン，東京映画新社、2001年4月4日　女と愛とミステリー）
- 万引きGメン・二階堂雪6「逆恨み」（TBS，ユニオン映画、2001年4月9日　月曜ミステリー劇場）
- Gメン'75スペシャル 東京・北海道トリック殺人事件（TBS，近藤照男プロダクション、2001年4月16日　月曜ミステリー劇場）
- あのひとの髪（日本テレビ，福岡放送、2001年5月8日　火曜サスペンス劇場）
- 犯罪交渉人ゆり子1（テレビ東京，BSジャパン，角川映画、2001年6月13日　女と愛とミステリー）
- 殺人容疑者の妻!（テレビ朝日，ユニオン映画、2001年6月23日　土曜ワイド劇場）
- 凍える牙（NHKハイビジョン、2001年6月23日）
- 早乙女千春の添乗報告書11「千葉湯けむりツアー殺人事件」（TBS，ホリプロ、2001年7月2日　月曜ミステリー劇場）
- 不倫調査員・片山由美2（テレビ東京，BSジャパン，レオナ企画、2001年8月22日　女と愛とミステリー）
- 牟田刑事官事件ファイル30「横浜〜沖縄 二度殺された不思議な死体」（テレビ朝日，C.A.L、2001年9月1日　土曜ワイド劇場）
- 万引きGメン・二階堂雪7「逃亡」（TBS，ユニオン映画、2001年10月8日　月曜ミステリー劇場）
- 和泉教授夫妻シリーズ1「釧路湿原殺人事件」（テレビ東京，BSジャパン，東宝、2001年10月10日　女と愛とミステリー）
- カードGメン・小早川茜3「甘い罠」（TBS，ユニオン映画、2001年10月29日　月曜ミステリー劇場）
- 骨壺を抱く二人の女（テレビ東京，BSジャパン，磯田事務所、2001年10月31日　女と愛とミステリー）
- 軽井沢ミステリー「待っていた女」（日本テレビ，東宝、2001年11月13日　火曜サスペンス劇場）
- 明日があるさスペシャル（日本テレビ、2002年1月12日）☆
- 浅見光彦スペシャル・貴賓室の怪人（日本テレビ、2002年2月5日　火曜サスペンス劇場）
- カードGメン・小早川茜4「調査員は二度だまされる」（TBS，ユニオン映画、2002年3月4日　月曜ミステリー劇場）
- 早乙女千春の添乗報告書12「仙台・松島湯けむりツアー殺人事件」（TBS，ホリプロ、2002年4月1日　月曜ミステリー劇場）
- 万引きGメン・二階堂雪8「絆」（TBS，ユニオン映画、2002年4月15日　月曜ミステリー劇場）
- 不倫調査員・片山由美3（テレビ東京，BSジャパン，レオナ企画、2002年5月1日　女と愛とミステリー）
- 少年被疑者（テレビ朝日，エイコークリエイティブ、2002年5月11日　土曜ワイド劇場）
- 万引きGメン・二階堂雪9「離婚願望」（TBS，ユニオン映画、2002年10月21日　月曜ミステリー劇場）
- 和泉教授夫妻シリーズ2「湯布院殺人事件」（テレビ東京，BSジャパン，東宝、2002年10月30日　女と愛とミステリー）
- 母が復讐に燃える時（テレビ朝日，ユニオン映画、2002年11月9日　土曜ワイド劇場）
- 早乙女千春の添乗報告書13「神戸・淡路湯けむりツアー殺人事件」（TBS，ホリプロ、2003年1月6日　月曜ミステリー劇場）
- カードGメン・小早川茜5「黒いデータ」（TBS，ユニオン映画、2003年2月10日　月曜ミステリー劇場）
- 芸能記者・柳田信吉の挑戦「スター誕生殺人事件」（テレビ東京，BSジャパン，レオナ企画、2003年2月26日　女と愛とミステリー）
- 不倫調査員・片山由美4「京都・宇治伏見殺人慕情!」（テレビ東京，BSジャパン，レオナ企画、2003年3月26日　女と愛とミステリー）
- 篝警部補の事件簿1「富士六湖殺人水脈」（テレビ東京，BSジャパン，IMAGICAディーシー21、2003年4月30日　女と愛とミステリー）
- 万引きGメン・二階堂雪10「ねたみ」（TBS，ユニオン映画、2003年5月26日　月曜ミステリー劇場）
- カードGメン・小早川茜6「特命」（TBS，ユニオン映画、2003年6月2日　月曜ミステリー劇場）
- 早乙女千春の添乗報告書14「奥飛騨・下呂湯けむりツアー殺人事件」（TBS，ホリプロ、2003年6月16日　月曜ミステリー劇場）
- 女タクシードライバーの事件日誌1「殺意の交差点」（TBS，ノアズ、2003年9月10日　月曜ミステリー劇場）
- 動物病院ドクトル花子の殺人カルテ「犬だけが知っている!?」（テレビ東京，BSジャパン，レオナ企画、2003年10月5日　女と愛とミステリー）
- 和泉教授夫妻シリーズ3「夏泊殺人岬」（テレビ東京，BSジャパン，東宝、2003年11月5日　女と愛とミステリー）
- 俺たちの旅 30年SP 三十年目の運命（日本テレビ，ユニオン映画、2003年12月16日）
- 早乙女千春の添乗報告書15「奥軽井沢湯けむりツアー殺人事件」（TBS，ホリプロ、2004年1月12日　月曜ミステリー劇場）
- 万引きGメン・二階堂雪11「美形願望」（TBS，ユニオン映画、2004年1月26日　月曜ミステリー劇場）
- カードGメン・小早川茜7「愚か者の涙」（TBS，ユニオン映画、2004年2月9日　月曜ミステリー劇場）
- 松本清張ドラマスペシャル 黒の回廊（日本テレビ，トータルメディアコミュニケーション、2004年3月23日）
- 牟田刑事官事件ファイル31「宮崎発東京行き最終便の女!」（テレビ朝日，C.A.L、2004年4月10日　土曜ワイド劇場）
- 篝警部補の事件簿2「八丈・金沢殺人水脈」（テレビ東京，BSジャパン，IMAGICAディーシー21、2004年5月19日　女と愛とミステリー）
- 不倫調査員・片山由美5「京都嵯峨野殺人迷路」（テレビ東京，BSジャパン，レオナ企画、2004年6月2日　女と愛とミステリー）
- 万引きGメン・二階堂雪12「結婚願望」（TBS，ユニオン映画、2004年7月5日　月曜ミステリー劇場）
- 女タクシードライバーの事件日誌2「作られた目撃者」（TBS，ノアズ、2004年7月26日　月曜ミステリー劇場）
- 箱根湯河原温泉交番2「夫婦椿の涙」（日本テレビ，トータルメディアコミュニケーション、2004年7月27日　火曜サスペンス劇場）
- 早乙女千春の添乗報告書16「静岡湯けむりツアー殺人事件」（TBS，ホリプロ、2004年10月18日　月曜ミステリー劇場）
- たったひとつのたからもの（日本テレビ、2004年10月26日）
- 不倫調査員・片山由美6「京都花見小路殺人事件」（テレビ東京，BSジャパン，レオナ企画、2004年12月2日　女と愛とミステリー）
- 女タクシードライバーの事件日誌3「届かなかった手紙」（TBS，ノアズ、2005年2月28日　月曜ミステリー劇場）
- 向田邦子新春ドラマスペシャル　冬の運動会（日本テレビ、2005年1月4日）☆
- 古都（テレビ朝日，ホリプロ、2005年2月5日）
- 明智小五郎VS金田一耕助 炎の不可能密室殺人（テレビ朝日，国際放映、2005年2月26日　土曜ワイド劇場）
- ウーマンズ・ビート ドラマスペシャル〜溺れる人〜（日本テレビ、2005年3月1日）☆
- 刹那に似てせつなく（TBS，ホリプロ、2005年3月16日　水曜プレミア）
- 和田アキ子 特別企画ドラマ ザ・介護番長（TBS，ホリプロ、2005年4月7日）☆
- カードGメン・小早川茜8「同姓同名の女たち」（TBS，ユニオン映画、2005年4月11日　月曜ミステリー劇場）
- 牟田刑事官事件ファイル32「横浜〜琵琶湖畔、二人の父が捧げる殺人」（テレビ朝日，C.A.L、2005年4月30日　土曜ワイド劇場）
- 万引きGメン・二階堂雪13「貧乏嫌い」（TBS，ユニオン映画、2005年5月23日　月曜ミステリー劇場）
- 早乙女千春の添乗報告書17「那須塩原湯けむりツアー殺人事件」（TBS，ホリプロ、2005年10月17日　月曜ミステリー劇場）
- 不倫調査員・片山由美7「京都・檜家一家・骨肉の争い」（テレビ東京，BSジャパン，レオナ企画、2005年10月19日　水曜ミステリー9）
- 終戦60年スペシャルドラマ・火垂るの墓（日本テレビ、2005年11月1日　DRAMA COMPLEX）☆
- 理由 〜日テレヴァージョン〜（日本テレビ、2005年11月8日　DRAMA COMPLEX）
- ふたつの祖国 〜東京・ソウル 愛と哀しみの絆〜（日本テレビ，ユニオン映画、2005年11月22日　DRAMA COMPLEX）
- 指紋捜査官・塚原宇平の神業1　生き返った指紋（テレビ東京，BSジャパン，東宝、2005年11月23日　水曜ミステリー9）
- 警視庁特殊部隊512（日本テレビ，角川映画、2005年11月29日　DRAMA COMPLEX）
- anego-アネゴ- special（日本テレビ、2005年12月28日）
- 戦国自衛隊・関ヶ原の戦い（日本テレビ，東映、2006年1月31日〜2月7日　DRAMA COMPLEX）
- 日本テレビシナリオ登龍門2005優秀賞受賞作品「きたな（い）ヒーロー」（日本テレビ、2006年3月19日）☆
- CAPSULE（フジテレビ，ホリプロ、2006年4月5日）
- 万引きGメン・二階堂雪14「優しい殺意」（TBS，ユニオン映画、2006年5月8日　月曜ミステリー劇場）
- 松本清張スペシャル 共犯者（日本テレビ，トータルメディアコミュニケーション、2006年5月9日　DRAMA COMPLEX）
- ドクター・ヨシカの犯罪カルテ1「診察室に犯人が来た」（テレビ東京，BSジャパン，セントラルアーツ、2006年5月24日　水曜ミステリー9）
- ウィルスパニック2006夏〜街は感染した〜（日本テレビ，アミティエ、2006年6月27日　DRAMA COMPLEX）
- ザ・コテージ（WOWOW，アットムービー、2006年7月7日）
- 不倫調査員・片山由美8「京都着付け教室殺人連鎖」（テレビ東京，BSジャパン，レオナ企画、2006年8月2日　水曜ミステリー9）
- ひめゆり隊と同じ戦火を生きた少女の記録 最後のナイチンゲール（日本テレビ，AX-ON、2006年8月22日　DRAMA COMPLEX）☆
- ユウキ（日本テレビ，オフィスクレッシェンド、2006年8月26日　24時間テレビSPドラマ）
- 私が私であるために（日本テレビ，テレパック、2006年10月10日　DRAMA COMPLEX）☆
- 神様からひと言（WOWOW，葵プロモーション、2006年12月24日　ドラマW）
- 松本清張スペシャル 地方紙を買う女（日本テレビ，The icon、2007年1月30日　火曜ドラマゴールド）
- 愛の流刑地（日本テレビ，テレパック、2007年3月20日〜21日）
- 復讐するは我にあり（テレビ東京，ユニオン映画、2007年3月28日）
- トリハダ〜夜ふかしのあなたにゾクッとする話を（フジテレビ，ホリプロ、2007年3月29日）☆
- 中井正広のブラックバラエティスペシャルドラマ・四葉ノムコウ（日本テレビ、2007年4月8日）
- 万引きGメン・二階堂雪15「熟年離婚」（TBS，ユニオン映画、2007年5月7日　月曜ゴールデン）
- 刑事殺し1（ABC朝日放送，テレパック、2007年5月19日　土曜ワイド劇場）
- 牟田刑事官事件ファイル33「横浜〜函館大沼 崖の上の女、下の女!」（テレビ朝日，C.A.L、2007年6月23日　土曜ワイド劇場）
- どうぶつ119（日本テレビ、2007年6月30日）☆
- カルピスドラマスペシャル　今を生きる祖母（BS-i，HONEY BUNNY、2007年7月7日）
- 震度0（WOWOW，ホリプロ、2007年8月12日　ドラマW）
- 君がくれた夏 〜がんばれば、幸せになれるよ〜（日本テレビ，AX-ON、2007年8月18日　24時間テレビSPドラマ）
- 恋せども、愛せども（WOWOW，The icon、2007年8月19日　ドラマW）
- 真実の手記 BC級戦犯 加藤哲太郎「私は貝になりたい」（日本テレビ，AX-ON、2007年8月24日）☆
- 横浜海上警察（テレビ朝日，日本映像、2007年9月1日　土曜ワイド劇場）
- 不倫調査員・片山由美9「黒髪人形・尼寺殺人事件」（テレビ東京，BSジャパン，レオナ企画、2007年9月19日　水曜ミステリー9）
- トリハダ2〜夜ふかしのあなたにゾクッとする話を「ネック」（フジテレビ，ホリプロ、2007年9月27日）☆
- 検事 霞夕子2・豪華客船殺人クルージング（日本テレビ，ユニオン映画、2007年10月2日）
- 孤独の歌声（WOWOW，葵プロモーション、2007年11月11日　ドラマW）
- 蒼い瞳とニュアージュ（WOWOW，ホリプロ、2007年11月25日　ドラマW）
- ドクター・ヨシカの犯罪カルテ2「人質立てこもり事件」（テレビ東京・BSジャパン・セントラルアーツ、2007年12月5日　水曜ミステリー9）
- 万引きGメン・二階堂雪16「美顔・カリスマ美容師」（TBS，ユニオン映画、2007年12月24日　月曜ゴールデン）
- 文芸社ドラマスペシャル「長男の結婚」（テレビ朝日，電通，リズプラン、2008年2月3日）☆
- 山村美紗サスペンス・伊勢志摩殺人事件（テレビ朝日，東宝、2008年3月8日）
- 女タクシードライバーの事件日誌4「殺意を運ぶ紙ヒコーキ」（TBS，ノアズ、2009年3月9日　月曜ゴールデン）
- 日本テレビ開局55周年記念番組ドラマSP・東京大空襲（日本テレビ、2008年3月17日,18日）☆
- 不倫調査員・片山由美10「京都化野・梅若絵巻殺人事件」（テレビ東京，BSジャパン，レオナ企画、2008年3月19日　水曜ミステリー9）
- トリハダ3〜夜ふかしのあなたにゾクッとする話を（フジテレビ，ホリプロ、2008年4月2日）
- あの日、僕らの命はトイレットペーパーよりも軽かった（日本テレビ、2008年7月8日）
- 霧の火 樺太・真岡郵便局に散った九人の乙女たち（日本テレビ、2008年8月25日）
- みゅうの足パパにあげる（日本テレビ，AX-ON、2008年8月30日　24時間テレビSPドラマ）
- ルパンの消息（WOWOW，ホリプロ、2008年9月21日　ドラマW）
- 万引きGメン・二階堂雪17「最期の嘘」（TBS，ユニオン映画、2008年9月22日　月曜ゴールデン）
- 課長島耕作2-香港の誘惑-（日本テレビ，トータルメディアコミュニケーション、2008年10月1日）
- 朝食亭（WOWOW，梟雄舎、2009年2月28日　ドラマW）
- 万引きGメン・二階堂雪18「緊急遺言」（TBS，ユニオン映画、2009年8月17日　月曜ゴールデン）
- にぃにのことを忘れないで（日本テレビ，AX-ON，日活撮影所、2009年8月29日　24時間テレビSPドラマ）
- さよならが言えなくて〜子供たちに迫るドラッグの誘惑、夜回り先生の苦悩〜（ABC，ウッドオフィス・The icon、2009年9月18日）☆
- 左目探偵EYE（日本テレビ、2009年10月3日）☆

#### 2010年代
テレビシリーズ
- アザミ嬢のララバイ（MBS，エイコークリエイティブ、2010年4月期）
- 土俵ガール!（MBS，The icon、2010年7月期）
- URAKARA（テレビ東京，テレビマンユニオン、2011年1月期　ドラマ24）
- サイン（MBS，アミューズ、2011年1月期）
- 桜からの手紙 〜AKB48 それぞれの卒業物語〜（日本テレビ，トータルメディアコミュニケーション、2011年2月26日-3月6日）☆
- 四つ葉神社ウラ稼業 失恋保険〜告らせ屋〜（読売テレビ，ケイファクトリー、2011年4月期　木曜ミステリーシアター）☆
- マッスルガール!（MBS，The icon、2011年4月期）
- 数学♥女子学園（日本テレビ，AX-ON，スーパービジョン、2012年1月期）
- 妄想捜査〜桑潟幸一准教授のスタイリッシュな生活（テレビ朝日，東映、2012年1月期　日曜ナイトプレミア）
- 魔法×戦士 マジマジョピュアーズ!(テレビ東京、dentsu、OLM、2018年)

特番・単発
- 第9回文芸社ドラマスペシャル・ペーパー離婚〜娘の結婚VS親の離婚〜（テレビ朝日，電通、2010年2月7日）☆
- 美食カメラマン 星井裕の事件簿1「京都大文字送り火恩讐の殺意」（TBS，ユニオン映画、2010年3月1日　月曜ゴールデン）
- 再捜査刑事・片岡悠介（テレビ朝日，レオナ企画、2010年3月13日　土曜ワイド劇場）
- 松本清張生誕100年記念スペシャルドラマ 霧の旗（日本テレビ，ユニオン映画、2010年3月16日）
- 松本清張生誕100年記念スペシャルドラマ 書道教授（日本テレビ，ユニオン映画、2010年3月23日）
- 他人の家（WOWOW，ホリプロ、2010年4月4日　ドラマW）
- デカ007（日本テレビ・トータルメディアコミュニケーション、2010年4月26日）☆
- 駅弁刑事・神保徳之助4（TBS，Joker、2010年5月3日　月曜ゴールデン）☆
- 万引きGメン・二階堂雪19「カリスマ風水師・死を呼ぶアクセサリー」（TBS，ユニオン映画、2010年5月31日　月曜ゴールデン）
- 離婚シンドローム〜妻に今すぐ出て行って!と言われたら〜（日本テレビ，AX-ON，三城、2010年6月30日）
- いぬのおまわりさん（MBS，The icon、2010年7月4日）
- さすらいの女弁護士 山岸晶（ABCテレビ，The icon、2010年7月24日）
- 100の資格を持つ女4〜ふたりのバツイチ殺人捜査〜（ABC，The icon、2010年8月28日　土曜ワイド劇場）
- みぽりんのえくぼ（日本テレビ，AX-ON，アバンズゲート、2010年8月28日　24時間テレビSPドラマ）
- ニセ医者と呼ばれて 〜沖縄・最後の医介輔〜（読売テレビ、AX-ON、2010年12月9日）☆
- 第10回文芸社ドラマスペシャル・あの海を忘れない 〜若年性アルツハイマー病を支えて〜（テレビ朝日，電通、2011年2月6日）☆
- 新・示談交渉人 裏ファイル（TBS，Joker、2011年3月7日　月曜ゴールデン）☆
- 熱中時代2011（日本テレビ，ホリプロ、2011年4月9日）☆
- 美食カメラマン 星井裕の事件簿2「京都源氏物語・華の道の殺人」（TBS，ユニオン映画、2011年4月25日　月曜ゴールデン）
- 駅弁刑事・神保徳之助5（TBS，Joker、2011年5月2日　月曜ゴールデン）
- 万引きGメン・二階堂雪20「砂の絆」（TBS，ユニオン映画、2011年5月23日　月曜ゴールデン）
- 再捜査刑事・片岡悠介2（テレビ朝日，レオナ企画、2011年6月25日　土曜ワイド劇場）
- 外科医 鳩村周五郎・第3章I（フジテレビ，ホリプロ、2011年7月1日　金曜プレステージ）☆
- 警視庁再犯防止課 真崎英嗣（TBS，The icon、2011年8月1日　月曜ゴールデン）
- 終戦記念ドラマスペシャル・第1弾 この世界の片隅に（日本テレビ，広島テレビ，ファインエンターテイメント、2011年8月5日）☆
- 終戦記念ドラマスペシャル・第2弾 犬の消えた日（日本テレビ，ノアズ、2011年8月12日　金曜スーパープライム）
- 生きてるだけでなんくるないさ（日本テレビ，AX-ON、2011年8月20日　24時間テレビSPドラマ）
- 100の資格を持つ女5〜ふたりのバツイチ殺人捜査〜（ABC，The icon、2011年10月15日　土曜ワイド劇場）
- 警視庁機動捜査隊216II「危険な女たち」（TBS，ユニオン映画、2011年10月31日　月曜ゴールデン）
- 警視庁失踪人捜査課Special（ABC，テレビ朝日，アズバーズ、2011年12月24日）☆
- 倉本聰「學」（WOWOW，ドリマックス・テレビジョン、2012年1月1日　ドラマW）
- STAND UP!ヴァンガード（テレビ東京，2012年5月3日）

#### 情報・バラエティ・ドキュメンタリー

##### 1980年代（情報・バラエティ・ドキュメンタリー）
- 天才・たけしの元気が出るテレビ!!（日本テレビ・IVSテレビ、1985年4月〜1996年10月）☆
- 土曜スペシャル（テレビ東京・テレビ東京制作・番組制作各社、1986年4月〜現在放映中）☆
- 知ってるつもり?!（日本テレビ・IVSテレビ、1989年10月〜2002年3月）☆

##### 1990年代（情報・バラエティ・ドキュメンタリー）
- ドキュメンタリー人間劇場（テレビ東京・番組制作各社、1992年10月〜2000年3月）
- モグモグGOMBO（日本テレビ・IVSテレビ、1993年4月〜2003年9月）☆
- トゥナイト2（テレビ朝日、）

##### 2000年代（情報・バラエティ・ドキュメンタリー）
- ミミヨリーナ（テレビ東京、2000年4月〜2002年9月）
- ららら日記（日本テレビ・IVSテレビ、2001年4月〜2004年3月）☆
- 日曜ビッグバラエティ（テレビ東京・番組制作各社、2002年4月〜現在放映中）
- 日経スペシャル ガイアの夜明け（テレビ東京、2002年4月〜現在放映中） ☆
- 爆笑問題のススメ（札幌テレビ、2002年10月〜2006年3月）☆
- わくわく流（日本テレビ・IVSテレビ、2004年4月〜10月）☆
- 日経スペシャル カンブリア宮殿（テレビ東京） ☆
- 評判!なかむら屋（ABC・tcj、2006年4月〜現在放映中）◎
- デザインとオーロラの国（BSジャパン）

### 映画作品

#### 1980年代（映画作品）
- フリテンくん（東宝、ナック、1981年）

#### 1990年代（映画作品）
- シコふんじゃった。（大映・キャビン、1992年）
- エコエコアザラク -WIZARD OF DARKNESS-（円谷プロ・ギャガ・コミュニケーションズ、1995年）
- CURE（1995年）
- 修羅がゆく（東映ビデオ，ICHI，スコルピオン、1995年）
- 修羅がゆく2 戦争勃発（東映ビデオ，ICHI、1996年）
- エコエコアザラクII -BIRTH OF THE WIZARD-（円谷プロ・ギャガ・コミュニケーションズ、1996年）
- エコエコアザラクIII -MISA THE DARK ANGEL-（円谷プロ・ギャガ・コミュニケーションズ、1997年）

#### 2000年代（映画作品）
- 回路（2001年）
- ウォーターボーイズ（2001年）
- DRIVE（2002年）
- なごり雪（2002年）
- MOON CHILD（2003年）
- ドッペルゲンガー（2003年）
- 理由（2004年）
- この胸いっぱいの愛を（2005年）
- ZOO（2005年）
- バッシュメント（2006年）
- アオグラ AOGRA（2006年）
- どろろ（2007年）
- 22才の別れ Lycoris 葉見ず花見ず物語（2007年）
- 転校生-さよなら あなた-（2007年）
- Life 天国で君に逢えたら（2007年）
- 逃亡くそたわけ（2007年）
- 犯人に告ぐ（2007年）
- 丘を越えて（2008年）
- 感染列島（映画『感染列島』製作委員会、2009年）
- 恋極星（「恋極星」製作委員会、2009年）
- ハイキックガール（DHE、2009年）